# Cvahte
Cvahte je priimek v Sloveniji, ki ga je po podatkih Statističnega urada Republike Slovenije na dan 1. januarja 2010 uporabljalo 109 oseb in je med vsemi priimki po pogostosti uporabe uvrščen na 4.043. mesto.

## Znani nosilci priimka
- Bojana Cvahte (*1949), socialna delavka, političarka
- Ladislav Cvahte, veteran vojne za Slovenijo
- Saša Cvahte (1920—1999), zdravnik, prof. MF
- Simon Cvahte (1845—1920), učitelj
- Vida Šegula Cvahte (1935—1992), muzikologinja, radijska urednica